# Angela Petrelli
Angela Petrelli (de soltera Angela Shaw) es uno de los personajes ficticios pertenecientes al universo de la serie de televisión estadounidense Héroes, donde es interpretada por Cristine Rose. Es esposa de Arthur Petrelli; madre de Peter Petrelli & Nathan Petrelli y la abuela de Claire Bennet. Su poder es el de predecir el futuro mediante medios oníricos, es decir ve el futuro en sus sueños. Si bien este personaje empieza su rol equivalente a uno secundario y similar al de una villana, conforme avanza la serie, Angela va ganando más protagonismo hasta finalmente ocupar un papel más fundamental en la historia.

## Perfil

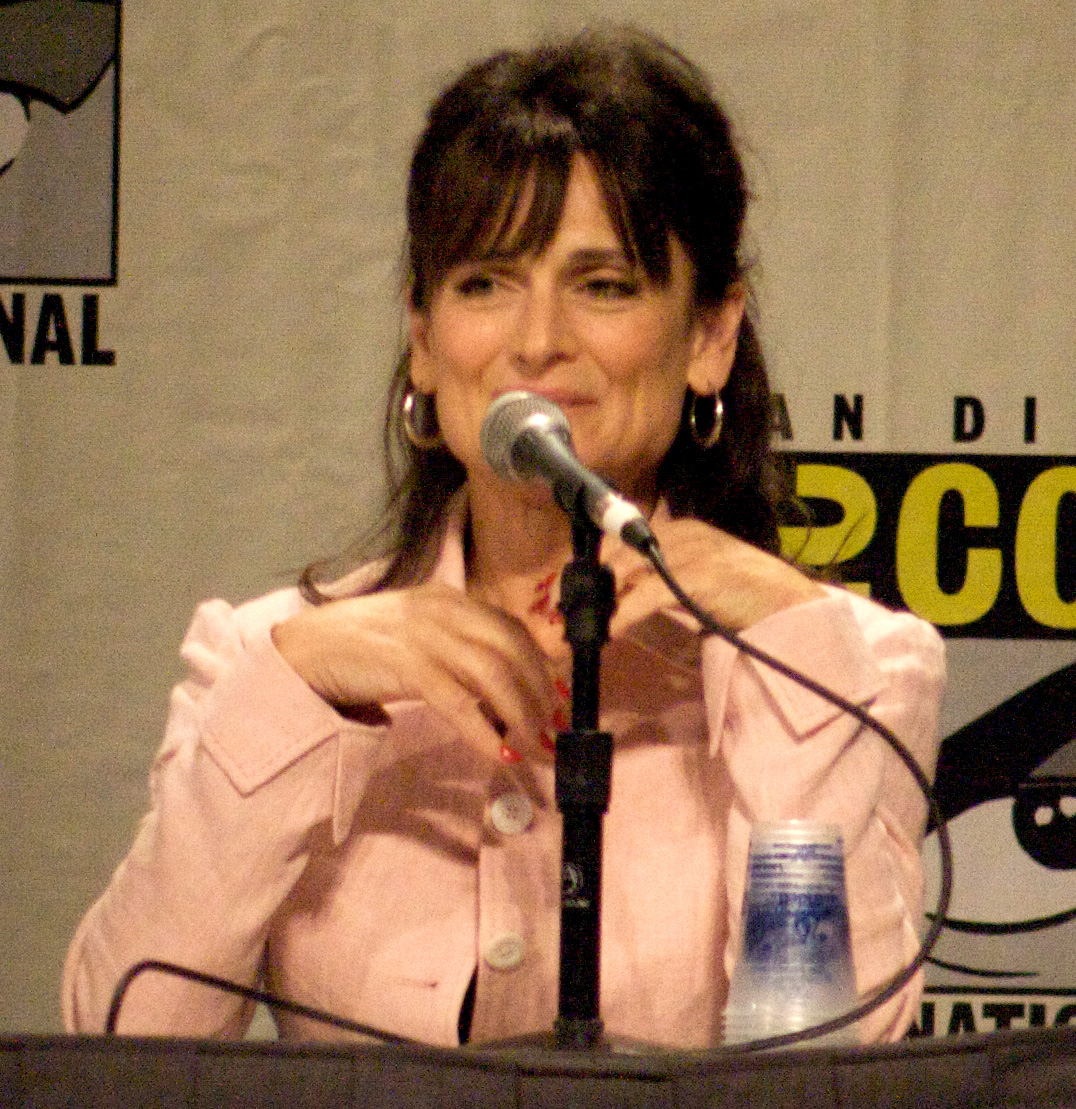
Cristine Rose en la Comic-Con 2008.

A simple vista Angela es una mujer prácticamente "mayor" de complexion menuda y de muy baja estatura. Lleva el pelo corto y peinado de modo chongo y en algunas ocasiones con un fleco que le cubre parte de su frente aunque no todo. Angela viste enormes abrigos, chaquetas o sacos, además de que solo usa pantalones que le confieren un aire misterioso e interesante. 

## Personalidad
Según lo que le reveló a su hijo Peter, durante su juventud tuvo un personalidad bastante alegre y optimista, pero cuando sus poderes comenzaron a manifestarse Angela comenzó a cambiar la perspectiva que tenía del mundo y entró en la desesperación por ser la testigo de eventos que considera desastrosos, en sus proféticos sueños. Desde entonces llegó a la conclusión de que el mundo solo podía salvarse mediante el uso de engaños y manipulaciones, una cualidad que se vio obligada adquirir con el paso de los años.
Angela es una mujer reservada, incomprendida y fría; que está dispuesta a guardar cualquier secreto sin importar lo oscuro que sea y el precio que cueste enterrarlo. Como consecuencia Angela es una actriz consumada, capaz de salirse con la suya y ser capaz de manipular a casi cualquiera mediante el manejo de "verdades a medias" que si bien la convierten en una mujer a veces deshonesta, apática y cruel lo cierto es que esa es su forma de ayudar al mundo.
Durante su matrimonio con Arthur Petrelli se reveló a Angela como una mujer dependiente e infinitamente leal a su esposo, que rara vez se atrevía a contradecirlo, debido al (literalmente) "control total" que su arrogante esposo tenía sobre ella.    
Pese a lo ambiguas que son sus intenciones, siempre que un secreto suyo es descubierto Angela está dispuesta a compartirlo y revelarlo para cerrar el tema y no volver a tocarlo.

## Historia

### Juventud
Durante los años sesenta cuando que Angela era apenas una adolescente, ella, su familia y varias personas fueron parte de un programa clandestino del gobierno de los Estados Unidos aparentemente fundado para ayudar y curar a los humanos evolucionados de esa época y localizado en una zona misteriosa llamada Coyote Sands.
Aquel programa fue dirigido por un joven Chandra Suresh cuyas verdaderas intenciones eran experimentar con las personas. Gracias a sus poderes y por escuchar las sospechas de otros jóvenes de su edad, Angela acaba percatándose de que el gobierno tiene otras intenciones detrás del campamento y escapa con sus nuevos amigos para rescatar a su familia. 
Desgraciadamente esa misma noche su hermanita menor Alice desata sus poderes sobre el control del clima de manera devastadora, provocando a varios soldados del gobierno a masacrar a todos los residentes y dan por un fracaso el experimento. Alice fue la única sobreviviente.
Creyendo a toda su familia muerta, Angela le comenta a sus amigos el sueño que tuvo de ellos fundando un grupo dedicado a proteger a los humanos evolucionados. A partir de ese momento los adolescentes: Charles Deveaux, Daniel Linderman, Bobby Bishop y la médium Angela Shaw fundan la compañía.     

### Tomando el control
Angela es arrestada por la policía de nueva York por robar calcetines. Al hacerlo, le preocupa su hijo Nathan, mientras Peter su hijo menor lo toma como una llamada de atención. Al día siguiente, visita a Peter en el hospital explicándole que su padre murió suicidándose. Preocupándose de que la depresión de su marido pueda ser heredada por su hijo, ella le comenta sobre este evento a Peter.
Días después, Angela organiza un almuerzo familiar para ayudar en la campaña de Nathan. El almuerzo es interrumpido por la llegada de Peter, quien salva a su hermano de una devastadora sospecha por parte del periodista Oliver Dennison.
Semanas después de que Peter entra en estado catatónico. Angela pasa la mayor parte del tiempo preocupada por la salud de su hijo, al mismo tiempo que persuade a Nathan de no reunirse con su hija perdida y de comprar el silencio de Meredith, madre biológica y antigua amante de Nathan.
Cuando Claire vuela hasta Nueva York para reunirse con su tío. Es interceptada por Angela quien le explica que es su abuela y la lleva hasta su residencia comentándole la historia de los Petrelli. Donde se descubre que ella está consciente de los poderes de sus hijos y los planes de Linderman. 
Bajo el consentimiento de Claire, Angela decide llevarse a su nieta a Francia, mientras espera dejar explotar a Peter con tal de ver a Nathan convertido en el presidente de los Estados Unidos. Aun así Claire es persuadida por Peter de dar la batalla por su vida y en consecuencia huye de Nathan y Angela.

### Heroes Reborn
Angela es consciente de la catástrofe global que se avecina y vende la compañía a Erica Kravid para salvar el mundo, pero esta solo quiere salvar a una parte de la población y Angela pide ayuda a Mohinder Suresh para detenerla, pero este no la cree. Angela recibe una llamada del hospital donde Claire Bennet ha fallecido durante el parto de mellizos. Junto a Noah Bennet idean un plan para mantener a los hijos de Claire a salvo de Erica ya que son los únicos que pueden salvar el mundo: Hiro la lleva consigo al pasado y ella se hace cargo de Malina (en la época actual ella es una anciana debido a haber estado cuidando a Malina durante tantos años en el pasado).   
- Datos: Q769340